# 1793
1793 (MDCCXCIII) je bilo navadno leto, ki se je po gregorijanskem koledarju začelo na torek, po 11 dni počasnejšem julijanskem koledarju pa na soboto.

## Rojstva
- 8. februar - Mihail Dmitrijevič Gorčakov, ruski topniški general  († 1861)
- 4. marec - Karl Lachmann, nemški jezikoslovec († 1851)
- 6. marec - Vid Rižner, slovenski prevajalec, pisec († 1861)
- 8. april - Karl Ludwig Hencke, nemški astronom († 1866)
- 31. oktober - James Dunlop, škotsko-avstralski astronom († 1848)

Neznan datum
- William Simms, angleški optik († 1860)

## Smrti
- 6. februar - Carlo Goldoni, italijanski dramatik (* 1707)
- 21. april - John Michell, angleški astronom, geolog, filozof (* 1724)
- 20. maj - Charles Bonnet, švicarski naravoslovec in entomolog, filozof (* 1720)
- 13. julij - Jean-Paul Marat, francoski revolucionar švicarskega rodu (* 1743)
- 3. november - Olympe de Gouges, francoska revolucionarka, pisateljica in feministka (* 1748)
- 12. november - Jean Sylvain Bailly, francoski astronom, politik (* 1736)